# Elaphocera angusta
Elaphocera angusta är en skalbaggsart som beskrevs av Ernst Gustav Kraatz 1882. Elaphocera angusta ingår i släktet Elaphocera och familjen Melolonthidae. Inga underarter finns listade i Catalogue of Life.